# Almudena Fontecha
Almudena Fontecha López (Los Yebenes (Toledo), 28 de febrer de 1963) és una sindicalista feminista espanyola que ha destacat pel desenvolupament de les polítiques d'igualtat en la Unió General de Treballadors. Va entrar en l'executiva del sindicat el 1995, a l'equip de Cándido Méndez i va assumir primer la Secretaria d'Acció Social Confederal i el 2005 la Secretaria d'Igualtat, essent responsable d'immigració i estrangeria, igualtat entre sexes i persones amb discapacitat fins al 2016. El 2005 va ser la primera dona a ocupar una vicepresidència en el Consell Econòmic i Social de l'Estat. Va impulsar al costat de Luz Martínez Ten l'Escola de Dones Dirigents d'UGT (2006-2011) creada amb l'objectiu de formar a les dones del sindicat en la defensa de les polítiques d'igualtat als espais laborals, en lideratge i feminisme.